# Ahmed al-Araj
Abou al-Abbas Ahmed al-Araj ibn Muhammad al-Mahdi (arabisch أبو العباس أحمد الأعرج بن محمد المهدي, DMG Abū al-ʿAbbās Aḥmad al-Aʿruǧ b. Muḥammad al-Mahdī) war Scheich der Saadier in Marokko von 1517 bis 1544.
Nach dem Tod von Abu Abdallah al-Qa'im übernahm Ahmad al-Araj die Führung der Saadier. Er teilte seine Herrschaft allerdings mit seinem jüngeren Bruder Mohammed ech-Cheikh. Nachdem sie ihre Herrschaft im südlichen Marokko gesichert hatten, nahmen sie den Kampf gegen die Ouattasiden und Portugiesen auf. Ahmed al-Araj eroberte im Jahre 1524 Marrakesch und unterstellte die Stämme des Atlasgebirges seiner Herrschaft. Nun residierte Ahmed in Marrakesch und Mohammed in Taroudannt.
Mit Hilfe französischer und holländischer Waffenhändler konnten die Truppen der Saadier mit Feuerwaffen ausgerüstet und mehrere Feldzüge gegen Fès unternommen werden. Zwar mussten sich die Saadier unter Vermittlung von Marabouts zunächst wieder zurückziehen, doch konnten sie Macht und Ansehen in Südmarokko durch die Vertreibung der Portugiesen aus Agadir weiter festigen. Allerdings kam es im Jahre 1544 zum endgültigen Bruch zwischen den Brüdern, wobei sich in dem ausbrechenden Machtkampf Mohammed ech-Cheikh durchsetzte und Ahmed al-Araj zu den Ouattasiden floh. 1555 unterstützte er Bou Hassoun im Kampf gegen Mohammed ech-Cheikh, wurde aber geschlagen.